# Mount Pye
Mount Pye ist ein zerklüfteter Berg im Südosten der Südinsel Neuseelands. Er ist der höchste Punkt der Catlins und erreicht eine Höhe von 720 m. Er befindet sich im Catlins Forest Park, 40 km südöstlich von  Gore und ist nahe der Grenze zwischen den Regionen Otago und Southland. An seinen Hängen entspringen der Maclennan River und der Waipati River sowie frühe Zuflüsse des Tahakopa River. Der nur 2 m niedrigere Bleak Hill liegt etwa 7 km südwestlich.
Nächstgelegener Ort ist Mokoreta, etwa 20 km westlich.